# Sozusa dorsoglauca
Sozusa dorsoglauca là một loài bướm đêm thuộc phân họ Arctiinae, họ Erebidae.